# 紅 (小說)
《紅》是片山憲太郎撰寫、山本大和繪製插畫的輕小說。Super Dash文庫發行，第五集開始轉到Dash-X文庫發行。和同作者的《電波系彼女》具有相同世界觀。
此外，有山本大和改編的漫畫連載，並且陸續出版電視動畫、廣播劇CD。漫畫《紅 kure-nai》在2007年於《赤丸JUMP》刊載預告篇，並於2007年創刊的《Jump Square》開始連載。

## 劇情簡介
來到住在五月雨莊的新手調解人紅真九郎面前的，是恩人與敬重的前輩柔澤紅香，以及柔澤紅香帶來的世界首屈一指大財團千金九鳳院紫，想委託真九郎保護。當真九郎漸漸習慣與沒見過世面、好奇心旺盛的紫共同生活時，以紫為目標的敵人突然襲擊兩人。得知委託內隱藏的真相後，真九郎的抉擇是……

## 登場人物
廣播劇聲優與電視動畫相同。

### 主要角色
紅真九郎（聲優：澤城美雪）
星領學園1年1班，16歲，居住於五月雨莊5號房。
8年前在美國發生的國際機場爆破事件中失去雙親與姐姐之後，寄住在村上銀子家中，後來與銀子一同被捲入國際兒童誘拐事件中。對趕來救助的調解人柔澤紅香感到十分憧憬，藉由她的介紹成為裏十三家「崩月」的弟子，並遵從法泉的指示，將一切奉獻給崩月流。身體中的骨頭，沒有一處未曾折斷過。靠著經過多次的骨折、骨頭碎裂、內臟移位等嚴酷的修行，得到超越常理的肉體改造，成為適合使用崩月之力的身體。在高中入學的同時開始擔任調解人。右腕移植了崩月家當主法泉的角，將其解放後能發揮驚人的力量。用崩月流對戰時，以「崩月流甲一種第二級戰鬼、紅真九郎」自稱。對戀愛相當遲鈍，沒有注意到周遭女性的好意。
九鳳院紫（聲優：悠木碧）
世界首屈一指的大財團、表御三家之一的九鳳院家千金。公立小學1年3班8號，7歲。
表面上是九鳳院家當主九鳳院蓮丈與妻子所生的女兒，實際上是連丈和親妹妹所生的小孩。
九鳳院家由於基因缺陷，只能和近親產生後代，出生在九鳳院的女子會在稱為裏之院的隔離設施中度過一生，紫為了完成想談戀愛的心願，被母親蒼樹的朋友柔澤红香從裏之院帶走。之後和真九郎共同生活，漸漸對他產生好感。
由於裏之院的教育方針，紫十分缺乏一般常識，但好奇心旺盛，每當有不懂的事便會請教真九郎。不過對七歲少女還太早的內容很多，真九郎經常困擾該如何回答。
能夠看穿別人的謊言。敵對時相當恐怖。
和崩月家長女夕乃因真九郎而對立。
```
動畫，初吻於7歲。
```

崩月夕乃（聲優：新谷良子）
和真九郎同樣就讀星領學園，17歲，高中二年級。裏十三家之一，崩月流次期繼承者。
對被收入崩月家成為弟子的真九郎來說，是有如姐姐一般的存在。才色兼備，在校內有許多支持者。
對星領學園的男學生而言，「大和撫子」一詞即等同於「崩月夕乃」。
儘管如此，在她眼中只有真九郎一人，積極接近他卻徒勞無功。
似乎從以前就經常向真九郎灌輸「就算踏破鐵鞋也要找個年長的女性為妻」的可疑人生觀。
和九鳳院紫因為真九郎而對立。
在歪空の姫被歪空魅空的部下稱呼為「崩月流甲一種第一級戰鬼」
村上銀子（聲優：升望）
星領學園一年一班，16歲。真九郎從幼稚園時期的青梅竹馬。
繼承爺爺村上銀次的地盤而繼續經營情報屋，在裏世界中相當有名。
小時候夢想和真九郎結婚並一同經營拉麵店「楓味亭」，但自從真九郎開始擔任調解人後，便以情報屋的身分加以支援。
在學校的時間幾乎都面無表情的操作著電腦，似乎沒有真九郎以外的朋友。對小孩非常溫柔，和紫的感情良好。
才色兼備，卻因上述缺點而只有真九郎知道她的真實性格。
對真九郎抱持好感，卻沒有像紫和夕乃一般積極行動。
柔澤紅香（聲優：石毛佐和）
最高等級的調解人。育有一子。曾經輕鬆解決真九郎被捲入的誘拐事件，目擊到她活躍表現的真九郎因而立下成為調解人的目標。
曾擔任九鳳院家裏之院警衛，因而和紫的母親蒼樹結識。
同時也認識九鳳院蓮丈，但兩人之間的關係不明。

### 次要角色

#### 五月雨莊住戶
闇繪
居住在五月雨莊4號房的女性。五月雨莊最詭異的人物。
穿著全黑的寬緣帽、皮手套、大衣、長裙、高跟鞋，胸前掛著骷髏頭首飾。
年齡與職業不明。菸癮大，黃昏時經常出現在樹旁。飼養著名為的黑貓。
稱呼真九郎為「年輕人」，當真九郎陷入困境時會給予建言。
武藤環（聲優：真田麻美）
居住在五月雨莊6號房的女子大學生。五月雨莊最會製造騷動的人物。
從外表看來雖然是美女，卻一點也不在乎教養，白白浪費了天生的美貌。喜歡喝酒卻酒品不好，是能夠自然的說出猥褻話語的好色女性。本人號稱能夠以拳頭打碎石頭、穿著木屐跑馬拉松。
在街上的空手道場擔任師傅。在道場中有名為圓和光的少女，是否為《電波系彼女》中的圓堂圓、墮花光則不明。
時常教紫一些不必要的事情而被真九郎責罵。黃腔大王。
鋼森
五月雨莊一號房房客。很少待在房內。以「他」作為稱呼，可能是男性。
五月雨莊唯一擁有駕照的人，愛車為福斯汽車的金龜車。
和真九郎有交流的五月雨莊住戶只有闇繪、環與鋼森三人。到第二集為止只有名稱登場。

#### 崩月家族
崩月法泉（聲優：石森達幸）
裏十三家之一的崩月家現任當主。
真九郎的師傅，將自身的角之一託付給真九郎。
雖然是裏世界中無人不曉的崩月流，不過從法泉這代開始退出裏世界的權力鬥爭。
似乎想讓孫女夕乃和真九郎結婚並一同繼承崩月流，不過由於本身喜好女色，對真九郎的女性關係沒有不滿。
崩月冥理
夕乃和散鶴的母親。丈夫於海外出差。
外表年輕，看不出是兩個女兒的媽，無法從外表判斷年齡。有時候看起來像是熟練的母親，有時則像是高中女生。外表為大和撫子，不過受到父親影響，對性的話題十分寬容。
崩月散鶴（聲優：今川怜奈）
崩月家次女，夕乃的妹妹。目前五歲，性格溫順害羞。
對真九郎抱持好感。

#### 九鳳院家族關係人
九鳳院蓮丈（聲優：黑田崇矢）
九鳳院財團總裁、九鳳院家當主。紫和龍士之父。
留有兇猛的鬍鬚，具有權力者、貴族與企圖顛覆世界的革命家一般的外表，能以兇猛的眼神壓倒對手。此國家的支配者之一。
九鳳院蒼樹（聲優：鶴弘美）
九鳳院蓮丈的妹妹。紫的母親，紅香的舊識。在紫三歲時死亡。
紅香因為過去和她做了約定，而將紫從奧之院帶走。
九鳳院龍士（聲優：岡本信彥）
九鳳院家次男。16歲，戀童癖的虐待狂。性格低劣，過去曾數度傷害紫的身心。此外，靠著九鳳院家的權力與財力對許多幼女施加暴行。雇用「鐵腕」，企圖從真九郎處奪回紫。
在第二集中，蓮丈以讓頭腦冷靜一下的名義把他趕到海外。
騎場大作
穿著西裝的老年男性。戴著黑色軟帽，左眼帶著眼帶。
左眼是從前被柔澤紅香所傷，但對本人而言是名譽勳章。九鳳院近衛隊的副隊長，在紫開始上小學後負責護衛與接送。
林・倩心（聲優：植田佳奈）
隸屬於九鳳院近衛隊的女性。部隊階級排名第八。
厲害的二刀流劍士。所持的刀為有名的備前長船。
生日為5月3日，年齡19歲。三圍分別為76、51、80。興趣是觀賞時代劇，喜歡的演員是「隱密武士千人斬」的佐東剛。
在第二集中與真九郎一同擔任志具原理津的護衛。
志具原理津
被惡宇商會的殺手盯上，請真九郎擔任護衛的少女。於西里綜合醫院住院。
在真九郎失去父母恐怖攻擊中也同樣失去雙親。
志具原家和九鳳院蓮丈的妻子是遠親，讓近衛隊的林・倩心一同擔任護衛是出於厚意。
被惡宇商會的《Big Foot》法蘭克・布蘭卡的自爆捲入而受了重傷，在請真九郎替真九郎連同自己的分一同好好的揍恐怖分子一頓後死亡。

#### 惡宇商會
《斷頭台》斬島切彥（聲優：高橋美佳子）
在《斷頭台》中登場。
裏十三家之一斬島家第六十六代，隸屬於惡宇商會。年齡約在15歲以下。
取男性的名字切彥，實際上卻是女性。斬島本家繼承殺手家業的人會自稱切彥，繼承前是否有本名不明。外表的特徵是綁在頭髮上的黑色緞帶。真九郎稱呼她為小彥（切彦ちゃん）。
體質虛弱，怕冷也怕熱，同時具有花粉症並十分怕燙，有過「地球是我的敵人」的發言。擅長街機(大型電玩)的格鬥遊戲，見到真九郎時已經打倒50人。
手持刀刃時會性格大變並十分好戰。(斬島家系特色，手持刀械都會影響性格，不過虛弱的體質仍然不變)
事實上性格的變化乃是原有人格中的一部份的巨大化，並非是真正的多重人格。
擅長使用刀刃，就算是身經百戰的劍士，不靠著劍技而純粹以刀刃分勝負的話也不是她的對手。
《孤人要塞》星嚙絕奈
於《醜惡祭》中登場。
裏十三家、星噛家族之一。具有端正容貌的紅髮少女，17歲，男友募集中。
自稱職員，實際上是惡宇商會的最高顧問。外表看起來是旁若無人的17歲少女，實際上如同頭銜一般的邪門歪道。
右手的戰鬥用義肢是星噛特製，使用類似子彈的特殊藥莢輔助推進，具有超乎常理攻擊力的「要塞砲」。此外本人被火車輾過也能夠毫無損傷，的確不負要塞之名。
全身上下甚至包括內臟推測絕大部分都已替換成星噛家製人造器官，不過仍然保留生育能力，性行為也沒有問題。
喜歡喝酒，但卻若無其事的喝藥用酒精，並借由酒精來麻痺人造器官的作用為樂。
真九郎至目前為止（醜惡祭時點），唯一完全去除對女性的意識，單純的視為敵人的存在。
露西・梅（聲優：富坂晶）
就任惡宇商會人事部副部長的女性（若紫說言屬實，則女性這點相當令人懷疑）。單行本第二集中企圖挖角真九郎。
雖然記得所有和工作相關的情報，但不翻閱空白的記事本便無法順利回想。
外表人畜無害，不過內在仍屬邪門歪道，不過已算是惡宇商會中性格較溫厚的人物。
事實本人是裏十三家的瘋狂愛好者，之所以積極的想挖角真九郎，也是為了與崩月家的戰鬼取得連繫關係。
對真九郎自稱美國佛羅里達州出身，24歲，但被紫拆穿謊言。
醜惡祭時曾出手協助真九郎，有過「不喜歡絕奈的作法」的發言。
《鐵腕》丹尼爾・布蘭查
惡宇商事所屬的黑人戰鬥專家。如同稱號，兩手換成戰鬥用的義肢。似乎喜歡相撲。
在第一集被龍士雇用。
《Big Foot》法蘭克・布蘭卡
惡宇商事所屬的巨漢戰鬥專家。外表有如恐怖電影中出現的怪物。從言行看來智能不高。
雖然體型龐大，卻如同稱號未確認生物「Big Foot」(大腳怪)一般，擅長隱密行動。

#### 其他角色
犬塚彌生（聲優：大久保藍子）
紅香的隨從。老家似乎是忍者家族。
平時不見蹤影，被紅香呼叫後會突然現身。能夠完全消除氣息。
被林・倩心罵「你是柔澤的走狗嗎！」，還能回答「是走狗喲！」，對身為紅香的隨從相當自誇。在《電波系彼女》中未登場，或許呼叫後便會現身。
村上銀次
在二戰前後的混亂期，以及經濟高度發展時期在暗中活躍的情報屋。
數年前在海外失去聯絡，而後行蹤成謎。
銀子的祖父，銀子繼承了他全部的人脈與知識。
村上銀正
銀子的父親。拉麵店「楓味亭」店長。從前為打架專家，不過對拉麵店女兒一見鍾情，決定繼承拉麵店。
本來應該由他來繼承情報屋才對。
即使是過去那一段負債累累，不斷的受到討債人士騷擾的時代，也絕不使用以往習得的技能來對付他們，徹底的與打架專家時代的自己作了切割。
山浦銅太
在真九郎居住的城鎮經營小醫院「山浦醫院」的醫師。年齡50多歲。
在開業前曾在海外替士兵與游擊隊治療，醫術相當熟練。
擁有在醫師面前患者一律平等的信念，不會對患者有差別待遇。
東西南
在山浦醫院工作的護士，山浦的愛人。
有著不像是護士的美色，在患者間相當受歡迎。
瀨川靜之
在《醜惡祭》中，委託真九郎尋找姊姊早紀的少女。六歲。十分聰明，和外表不相襯。

#### 漫畫版原創角色
楯山美奈子
羽佐間
銀九郎
漫畫第一卷登場，真九郎和銀子在5歲的時候在河川的佔用地的高架橋樑下養的狗。名字的由來是真九郎和銀子的孩子。
後來失縱了，但銀子用了11年時間找回來。
紫後來又把命名為「紫九郎」(ムラクロウ，murakurou)，意思為紫和真九郎的孩子。
吳木
以前環於空手道道場當教練的時候，其中一名弟子，生有神力，但因生性荒淫無道，多次強姦別人，最後被遂出師門。曾與環約束「不再做那種事」。
後來又再度強姦別人，最後被真九郎和環合力解決。

#### 電視動畫版原創角色
九鳳院和子（聲優：小山裕香）
友明（聲優：浦田優）
秋生（聲優：山口真弓）
三木里志（聲優：白鳥修馬）

## 名詞解釋

### 表御三家
在作品中，於世界檯面上握有絕大權力的三個家系。每個都是財團、名家，在國內無人不曉。
九鳳院
九鳳院蓮丈當家的大財團。資產占全世界的數個百分比，擁有稱為近衛隊的私人武裝集團。近衛隊允許攜帶槍枝，戰力不下於自衛隊。近衛隊的幹部則認為真正的強者不需要遠距武器，因而並未攜帶槍枝。
麒麟塚
皇牙宮

### 裏十三家
在作品中統治裏世界的十三個家系。至今半數已停業或是斷絕，但名字依然對裏世界具有強大的影響力。
歪空
墮花
斬島
圓堂
崩月
虛村
豪我
師水
戒園
御巫
病葉
亞城
星噛

## 電視動畫
於赤丸JUMP2007 SUMMER發表了工作人員和配音陣容。於2008年4月3日在千葉電視台開始播放，並於同年6月19日播畢。2011年8月17日發售藍光版。全二集的OVA版於2010年7月2日发售的單行本第5卷同时推出。

### 製作人員
- 原作：片山憲太郎
- 原作插畫：山本大和
- 企劃：鳥嶋和彥、古川陽子、雲出幸治
- 一般製作人：渡邊直樹、福場一義
- 製作人：大好誠、篠崎真哉、高取昌史、池田慎一
- 監督、系列構成、音響監督：松尾衡
- 助監督：山崎
- 角色設計、總作畫監督：石井久美
- 美術監督：荒井和浩
- 3D工作：佐佐木研太郎
- 服裝設計：藤純
- 故事設計：大河廣行
- 色彩設計：古市祐一
- 攝影監督：大熊義明
- 編輯：田村
- 音樂：村松健
- 音響效果、選曲：山田稔
- 音響製作人：中野徹
- 音響製作：HALF H・P STUDIO
- 動畫製作：Brains Base
- 動畫製作人：常葉綠
- 製作：「紅」製作委員會（集英社、Pony Canyon、讀賣廣告社）

### 主題曲
- 片頭曲：「Love Jump」

歌：栗林美奈實
作詞：栗林美奈實、作曲・編曲：菊田大介
- 片尾曲：「crossing days」

歌：新谷良子
作詞・作曲・編曲：R・O・N
- 片尾曲：（第八集）

歌：新谷良子
作詞・作曲・編曲：R・O・N

### 各集標題
| 話数   | 標題 | 中文標題             |
| ------ | ---- | -------------------- |
| 第1話  |      | 極夜                 |
| 第2話  |      | 水溝與流水           |
| 第3話  |      | 虛假的面容           |
| 第4話  |      | 才子                 |
| 第5話  |      | 願望                 |
| 第6話  |      | 你的頭頂閃爍著光芒吧 |
| 第7話  |      | 女                   |
| 第8話  |      | 自愛與怯懦           |
| 第9話  |      | 你與我               |
| 第10話 |      | 習慣的恐懼           |
| 第11話 |      | 我思                 |
| 第12話 |      | 故我在               |

### 爭議
電視動畫版自播放前開始引發之爭議包括：
- 人物設定石井久美的畫風和原作插畫家山本大和出入甚大，在日前公開的宣傳影片中可見各主要人物幾已完全喪失原來韻味，故正式播送前已引起極端評價和同好間的爭執。
- 以導演松尾衡為首之動畫製作小組過去曾製作「薔薇少女」之改編動畫。然松尾氏乃一個人風格強烈之導演，這點即使在製作改編動畫時也顯而易見。此次「紅」之TV動畫不僅是畫風的大幅改變，故事發展甚至是人物個性也有極大變化，因而播出後引發了更多層面的爭議。

- 小說中的重點「九鳳院家的黑暗」在電視動畫中有了很大的變化。原本應該連戶籍都沒有，和外界受隔離教育的紫卻莫名其妙的必須認蓮丈的正室為母親，九鳳院蒼樹也從得以善終的聰慧之人變成了逆來順受的苦命女子。而原作中（至小說第二集為止）尚未出現外貌的蓮丈也毫無威嚴，和原作中設定大相逕庭。男主角真九郎則改變更多，其個性變的衝動易怒並會用暴力解決問題，體內蘊藏的神秘也從危險的力量變成精神上的不定時炸彈。其餘如銀子、夕乃甚或紅香和彌生等人物也都和原作有極大差異。

## 出版書籍

### 輕小說
| 冊數 | 日文標題 | 中文標題             | 集英社（Super Dash文庫） | 集英社（Super Dash文庫） | 集英社（Dash X文庫） | 集英社（Dash X文庫）   | 青文出版社     | 青文出版社             |
| 冊數 | 日文標題 | 中文標題             | 發售日期                 | ISBN                     | 發售日期             | ISBN                   | 發售日期       | ISBN                   |
| ---- | -------- | -------------------- | ------------------------ | ------------------------ | -------------------- | ---------------------- | -------------- | ---------------------- |
| 1    |          | 紅 Kure-nai          | 2005年12月20日           | ISBN 4-08-630272-1       | 2014年12月19日       | ISBN 978-4-08-631012-3 | 2007年11月27日 | ISBN 978-986-209-178-4 |
| 2    |          | 紅kure-nai 斷頭台    | 2006年7月25日            | ISBN 4-08-630290-X       | 2014年12月19日       | ISBN 978-4-08-631013-0 | 2008年2月18日  | ISBN 978-986-209-282-8 |
| 3    |          | 紅kure-nai 醜惡祭 上 | 2007年11月22日           | ISBN 978-4-08-630342-2   | 2014年12月19日       | ISBN 978-4-08-631014-7 | 2008年6月20日  | ISBN 978-986-209-475-4 |
| 4    |          | 紅kure-nai 醜惡祭 下 | 2008年4月25日            | ISBN 978-4-08-630416-0   | 2014年12月19日       | ISBN 978-4-08-631014-7 | 2008年8月20日  | ISBN 978-986-209-534-8 |
| 5    |          | 紅kure-nai 歪空公主  | 不適用                   | 不適用                   | 2014年12月19日       | ISBN 978-4-08-631015-4 | 2015年6月13日  | ISBN 978-986-356-247-4 |

### 漫畫
| 卷數 | 集英社        | 集英社                 | 集英社                 | 青文出版社     | 青文出版社             | 玉皇朝         | 玉皇朝                 |
| 卷數 | 發售日期      | 通常版 ISBN            | 限定版 ISBN            | 發售日期       | ISBN                   | 發售日期       | ISBN                   |
| ---- | ------------- | ---------------------- | ---------------------- | -------------- | ---------------------- | -------------- | ---------------------- |
| 1    | 2008年6月4日  | ISBN 978-4-08-874509-1 | 不適用                 | 2009年8月12日  | ISBN 978-986-209-977-3 | 2010年6月25日  | ISBN 978-988-8048-27-4 |
| 2    | 2008年11月4日 | ISBN 978-4-08-874598-5 | 不適用                 | 2009年9月8日   | ISBN 978-986-209-994-0 | 2010年6月25日  | ISBN 978-988-8048-54-0 |
| 3    | 2009年5月1日  | ISBN 978-4-08-874671-5 | ISBN 978-4-08-908098-6 | 2009年10月12日 | ISBN 978-986-256-026-6 | 2010年12月28日 | ISBN 978-988-8089-07-9 |
| 4    | 2009年12月4日 | ISBN 978-4-08-874771-2 | ISBN 978-4-08-908106-8 | 2010年2月10日  | ISBN 978-986-256-191-1 | 2011年5月25日  |                        |
| 5    | 2010年7月2日  | ISBN 978-4-08-870040-3 | ISBN 978-4-08-908118-1 | 2010年10月21日 | ISBN 978-986-256-500-1 | 2011年10月31日 |                        |
| 6    | 2010年12月3日 | ISBN 978-4-08-870155-4 | ISBN 978-4-08-908120-4 | 2011年2月18日  | ISBN 978-986-256-669-5 | 2015年10月8日  | ISBN 978-988-8326-60-0 |
| 7    | 2011年6月3日  | ISBN 978-4-08-870242-1 | 不適用                 | 2011年11月3日  | ISBN 978-986-256-960-3 |                |                        |
| 8    | 2011年11月4日 | ISBN 978-4-08-870338-1 | 不適用                 | 2012年5月3日   | ISBN 978-986-310-169-7 |                |                        |
| 9    | 2012年3月2日  | ISBN 978-4-08-870393-0 | 不適用                 | 2012年8月15日  | ISBN 978-986-310-294-6 |                |                        |
| 10   | 2012年8月3日  | ISBN 978-4-08-870486-9 | 不適用                 | 2012年11月14日 | ISBN 978-986-310-415-5 |                |                        |

### 相關書籍
| 標題 | 集英社        | 集英社                 |
| 標題 | 發售日期      | ISBN                   |
| ---- | ------------- | ---------------------- |
|      | 2008年5月23日 | ISBN 978-4-08-630422-1 |

## 廣播劇CD
在廣播劇CD收錄了原創劇情。在聖誕節時，紅香帶著委託人來到真九郎面前。在紫的妨礙、銀子和夕乃的誤會當中，真九郎和委託人一同尋找婚約者……
- ISBN 978-4-08-901158-4（2007年12月21日發售）

## 外部連結
- Super Dash文庫 紅（日語）
- Super Dash文庫 紅 系列一覽（日語）
- ダッシュエックス文庫 紅  （页面存档备份，存于）（日語）
- Square Enix ［紅 kure-nai］（日語）
- 動畫版官方網站（日語）
- 集英社廣播劇CD 紅 （页面存档备份，存于）（日語）
- PreViewBook模板的參數有誤，詳見Template:PreViewBook。